# Elizabeth Lake (Kalifornija)
Elizabeth Lake je naseljeno područje za statističke svrhe u američkoj saveznoj državi Kalifornija. Prema popisu stanovništva iz 2010. u njemu je živjelo 1,756 stanovnika.